# 北狄

四夷の名称

北狄（ほくてき）あるいは狄（てき）は、四夷の一つ。古代中国において北方の中原的都市文化を共有しない遊牧民族を呼んだ呼称である。『山海経』の説に従えば、北狄は黄帝の孫から生まれた末裔であり、その始祖は始均だという。北方の民族は度々中原を侵略したことから、北方にいた異民族は総じて狄と呼ばれるようになり、北狄は蔑称としての意味合いが強くなった。

## 夏殷の時代
翟人は紀元前2000年頃にはオルドス地方一帯で繁栄していたようで、考古物から時代ごとの人口の増加と経済的発展が確認される。その後、水と草を追い求めながら東方や南方へ向かって居住地域を拡大、夏・殷前期には翟人の遊牧地域は華北一帯（主に山西・河北・陝西）で存在していた事が確認されている。殷後期・周の時代へ入ると遊牧生活や習俗が礼記に記録されるなど中原の文献にも登場し始め、長狄、赤狄、白狄といった集団が史書に記されている。それらの首長家系は晋の公室と通婚するなど中原諸侯を構成した諸国とも密接な関わりを持ち、居住地も中原北部に点在し北方諸侯に属する都市国家群の点状に分散する領地の間に広く居住していた。

## 殷周の時代
殷晩期の地層から多数の青銅器や陶器が出土するなど殷前期からの生産力の発展が見られ、また多くの遺跡から殷様式の器物が見つかっており華夏族との交流が覗える。一方で殷・周時代は奴隷制の全盛時代でもあって、その供給源は主に戦争によるが、殷・周王朝は頻繁に周辺国へ侵攻し、両民族の間に激しい戦闘が度々起きていた事が史書の記述にも残る。特に周の時代に入ると大規模な戦争が繰り返し行われ、戦争によって翟人は関中などの西北地域から追われて、多くが東や北へ移動したとされる。

## 春秋戦国時代
周王朝が衰えると、河北や山西などの長城沿いに居た白狄が大挙して南下を始め、中山と呼ばれる強大な狄人国家を建て、後に諸侯国となった。また、晋の文公重耳に仕え、外戚ともなった重臣狐偃ら狐氏一族が、白狄の出身であったことがよく知られる。中山国は春秋戦国時代、中原の争乱へ参与したが趙に滅ぼされ、白狄人は華夏人の中に同化していった。

## 赤狄
他方、比較的北方に居住していた最大人口を保持する赤狄は、紀元前11世紀頃から主として北や北西に移動しつつ、大挙してモンゴル高原や南シベリア・満州・朝鮮の原住民を征服、中原の技術や産物を持ち込み大きな変化と人口増加をもたらした。後の匈奴で一部分を構成したとされ、また西方へ伝播した遊牧文化の流れも、この移動に起因すると考えられている。

### 岡田英弘作品
殷王朝の伝説的な始祖である契の母は、有娀（有戎）の娘で帝嚳の次妃であった簡狄である。簡狄は妹とともに玄丘で水浴びをしていたところ、玄鳥の卵を誤って呑んでしまい、その後に契が生まれた。有娀（有戎）の「戎」は西方の遊牧民を意味し、有娀（有戎）の娘である簡狄の「狄」は北方の狩猟民を意味する。女神が野外の水浴の場で、天から降りてきた鳥の卵を呑んでに妊娠し、男の子を生むというのは、北アジアの狩猟民や遊牧民に共通の始祖伝説であり、殷人が北方の狩猟民「北狄」の出身であることは疑いなく、殷が実在した都市国家であったことは確かであるが、モンゴル高原から山西高原を通って南下し、河南の夏国を征服したとみられる。

## 参考資料
- 「楊経敏」『回紇史』（広西師範大学出版社、2008年、ISBN 978-7-5633-7451-9）